# Терпилово (Псковская область)
Терпилово — нежилая деревня в Невельском районе Псковской области России. Входит в состав сельского поселения «Артёмовская волость».
Находится в 3 верстах юго-восточнее деревни Усово и примерно в 23 верстах к юго-востоку от города Невель.